# Porcelana miśnieńska

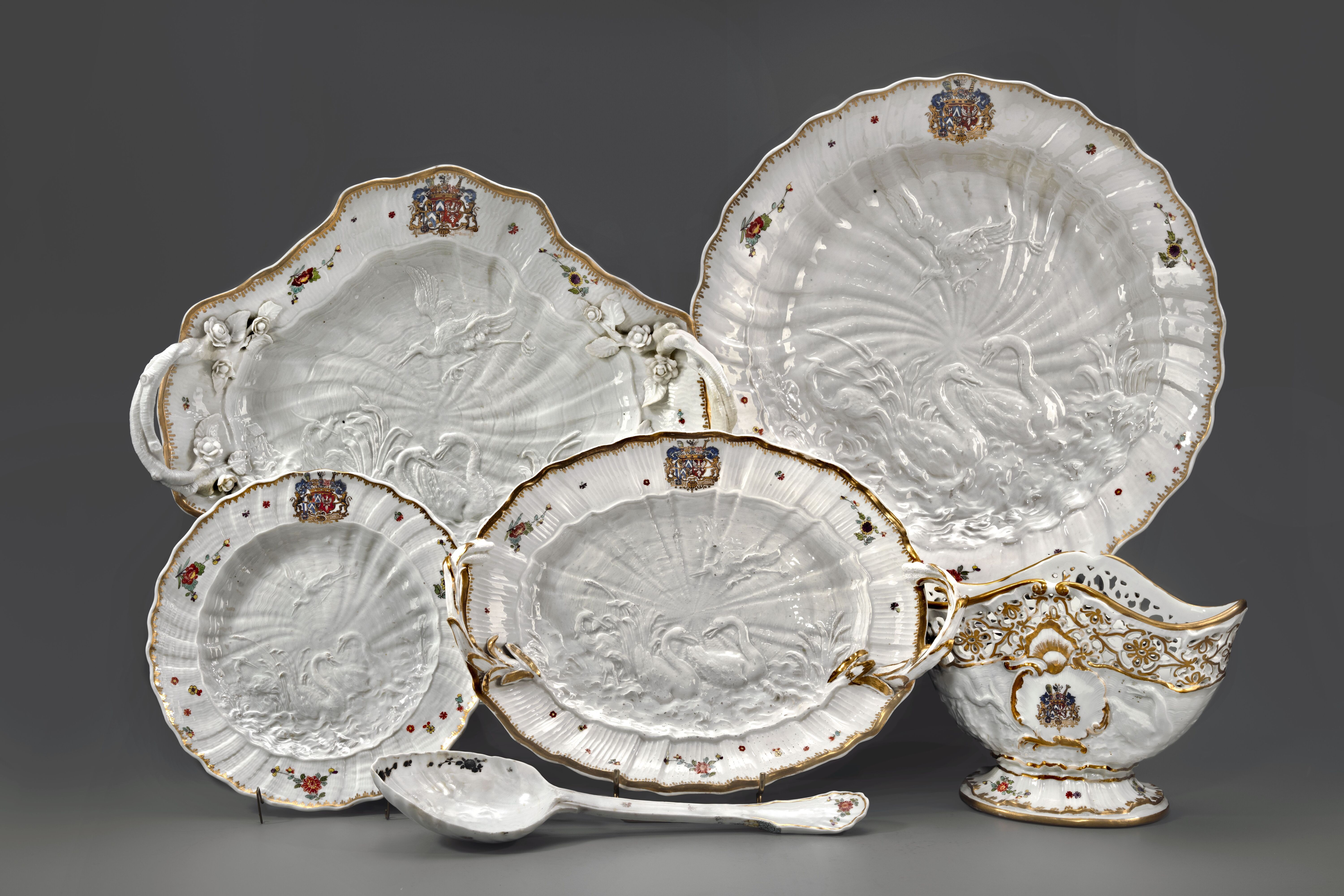
Naczynia z Serwisu łabędziego wykonanego w latach 1738-1742 dla Henryka Brühla. Muzeum Narodowe w Warszawie

Porcelana miśnieńska (niem. Meißener Porzellan) – pierwsza europejska porcelana, produkowana w Miśni.
Wynalazcą procesu jej fabrykacji był Ehrenfried Walther von Tschirnhaus – w roku 1708. Po jego śmierci w tymże roku rozwojem produkcji porcelany zajął się jego uczeń, Johann Friedrich Böttger. Decyzją króla Polski Augusta II Mocnego z 23 stycznia 1710 rozpoczęła działalność Królewsko-Polska i Elektorsko-Saska Manufaktura Porcelany (niem. Königlich-Polnische und Kurfürstlich-Sächsische Porzellan-Manufaktur). Manufaktura funkcjonuje do dziś pod nazwą Staatliche Porzellan-Manufaktur Meissen GmbH.

## Znaki wytwórni

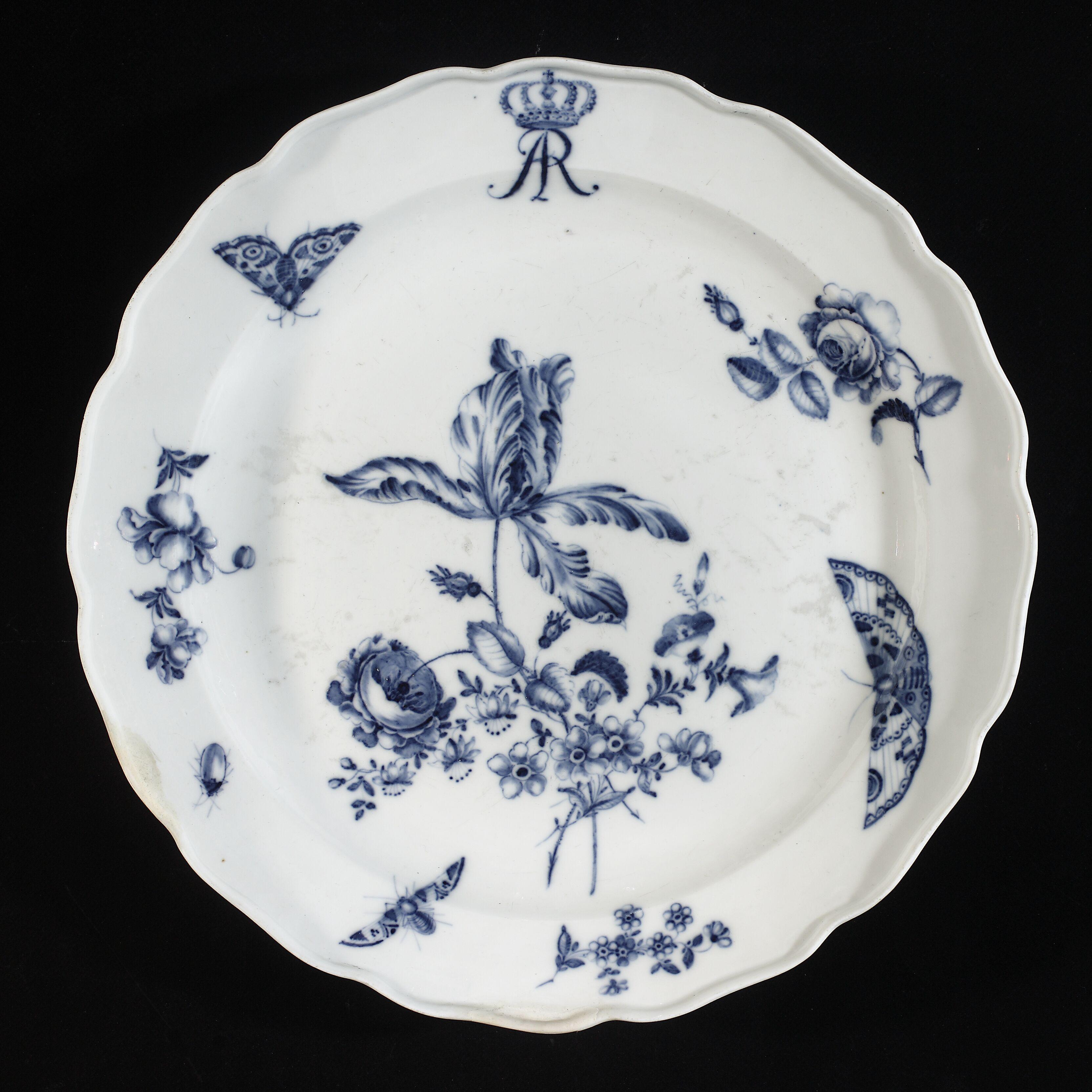
Półmisek z serwisu Augusta III na Zamek Królewski w Warszawie z monogramami AR (Augustus Rex) oraz KHCW (Königliche Hof Conditorei Warschau). Muzeum Narodowe w Warszawie

Element z tarczy herbowej elektorów saskich – skrzyżowane miecze – stał się znakiem, który umieszczano na wyrobach królewskiej manufaktury z Miśni. Miecze malowano kobaltem pod glazurą.
Początkowo oprócz znakowania skrzyżowanymi mieczami, część wyrobów oznaczano także skrótami literowymi, np. KPM (Königliche Porzellan Manufaktur), MPM (Meissener Porzellan Manufaktur), KPF (Königliche Porzellan Fabrik). Sporadycznie używano znaku określanego jako „laska Merkurego” (pionowa kreska z wijącą się linią węża). Za najbardziej cenione uchodzą wyroby oznaczone monogramami AR i FA, czyli inicjałami Augusta II i Augusta III Sasów, ponieważ z racji wyjątkowej wartości artystycznej i dekoracyjnej służyły często jako dary królewskie. Z polskiej perspektywy interesującym oznaczeniem jest monogram KHCW (Königliche Hof Conditorei Warschau), który stosowano do oznaczania części zastawy stołowej przeznaczonej na stoły Zamku Królewskiego w Warszawie.

## Historia

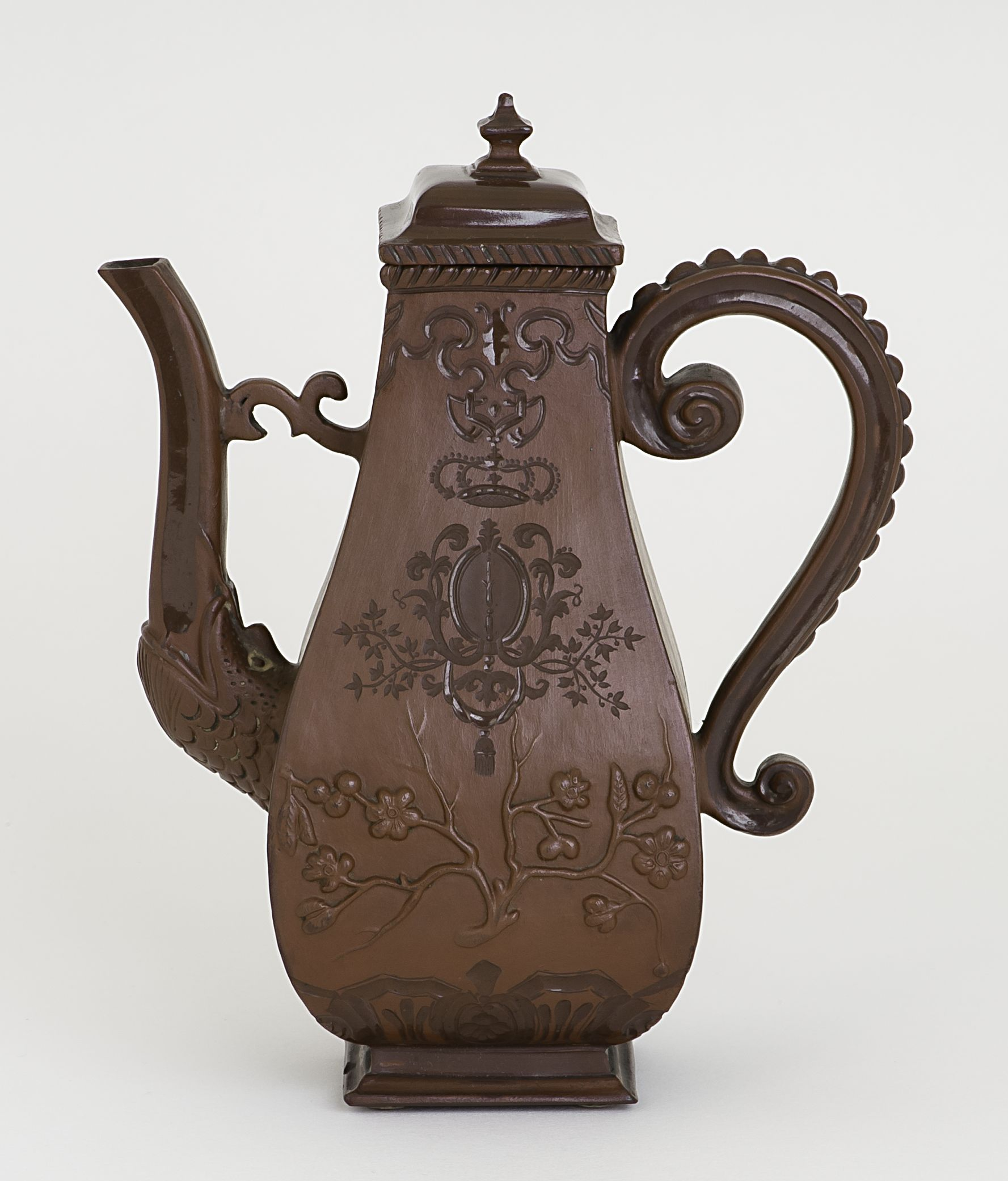
Dzbanek do kawy wykonany z tzw. porcelany jaspisowej (kamionki böttgerowskiej), ok. 1710-13. Kunstgewerbemuseum

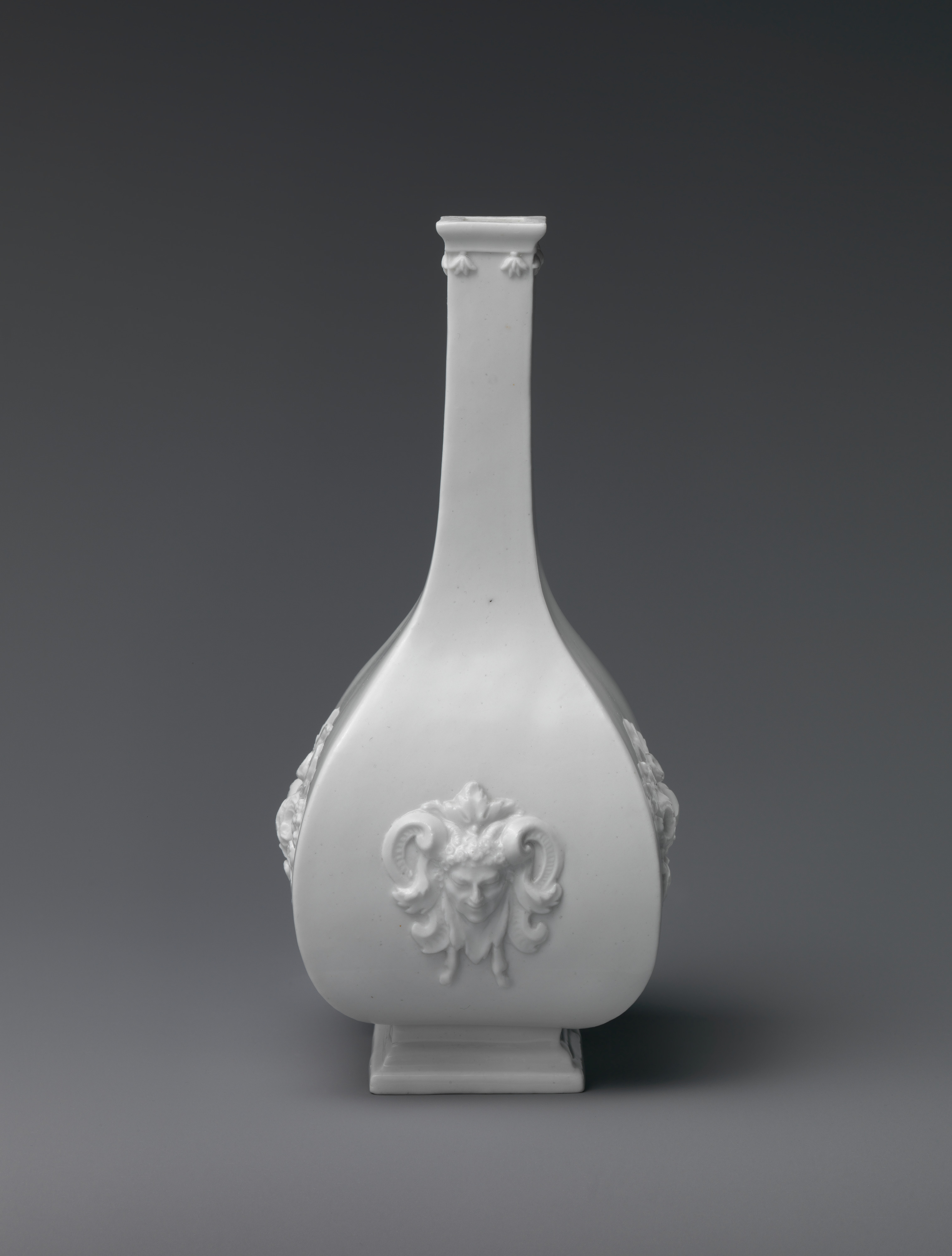
Butla z białej porcelany wytworzonej przez Böttgera, ok. 1713-15. Metropolitan Museum of Art

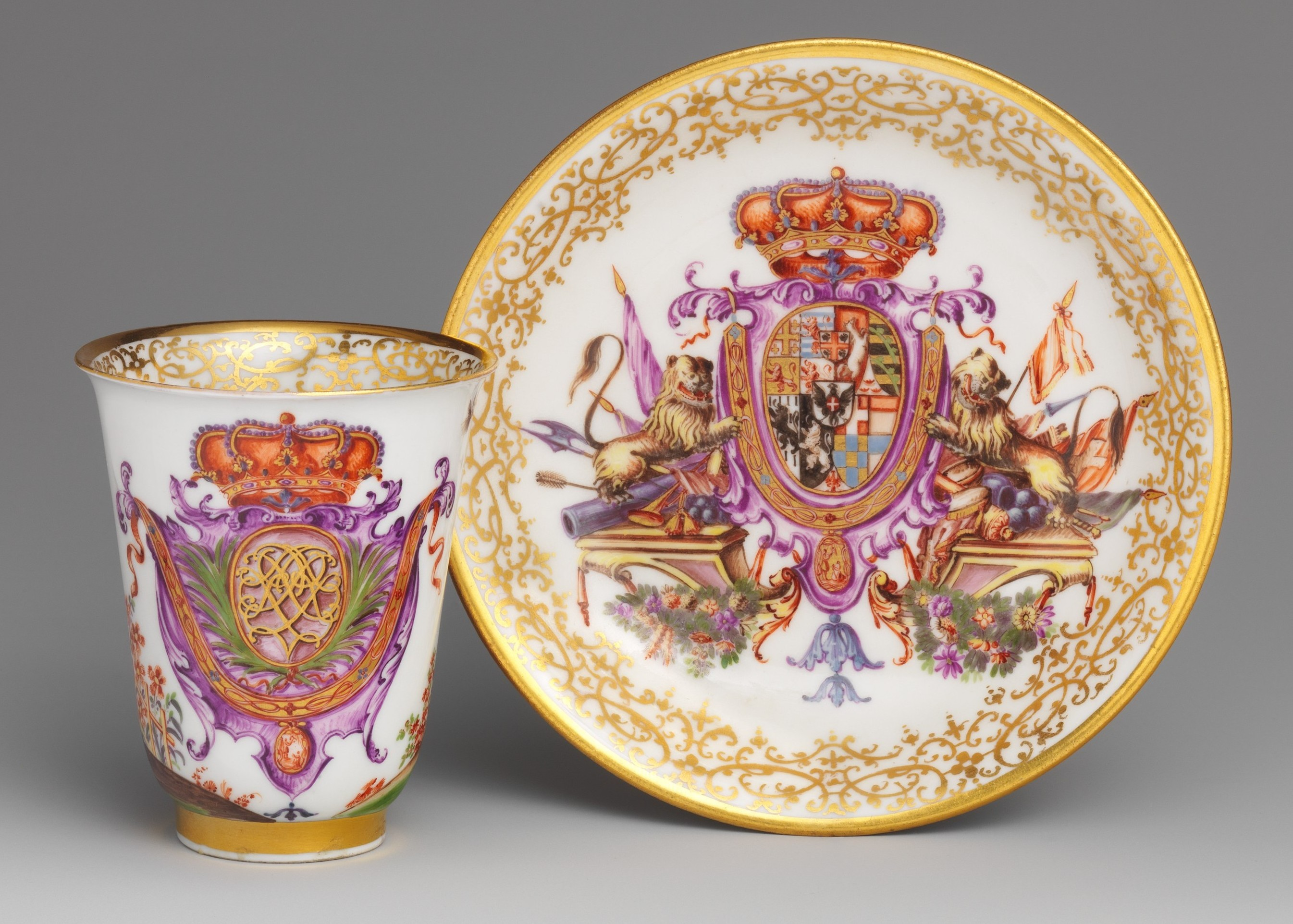
Puchar i spodek z serwisu podarowanego w 1725 przez Augusta II (1694-1733) Wiktorowi Amadeuszowi II (1675-1730) z dekoracją malarską autorstwa Johanna Gregora Höroldta. Metropolitan Museum of Art

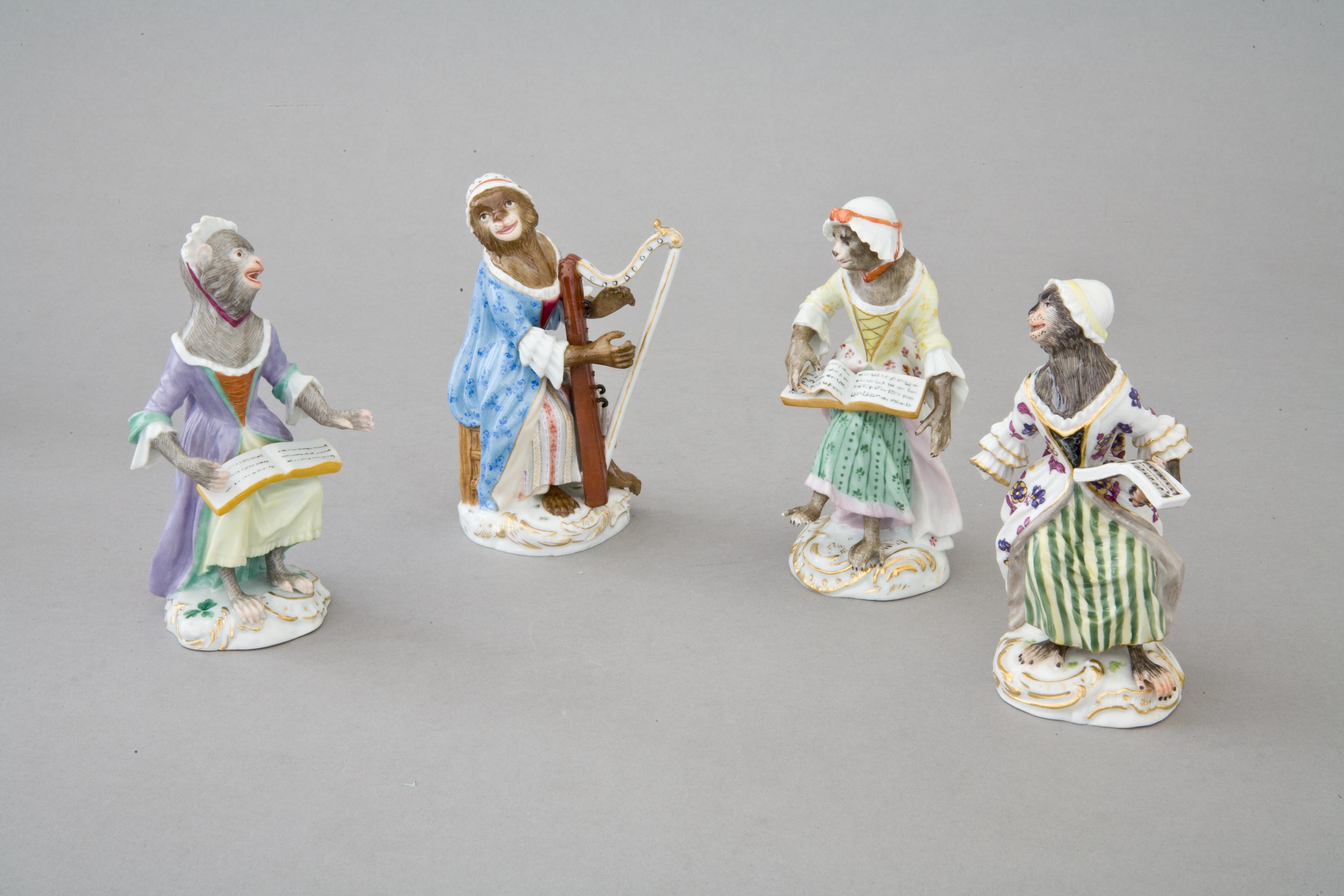
Cztery figurki z małpiej orkiestry Johanna Joachima Kändlera znajdujące się w Muzeum Narodowym w Krakowie

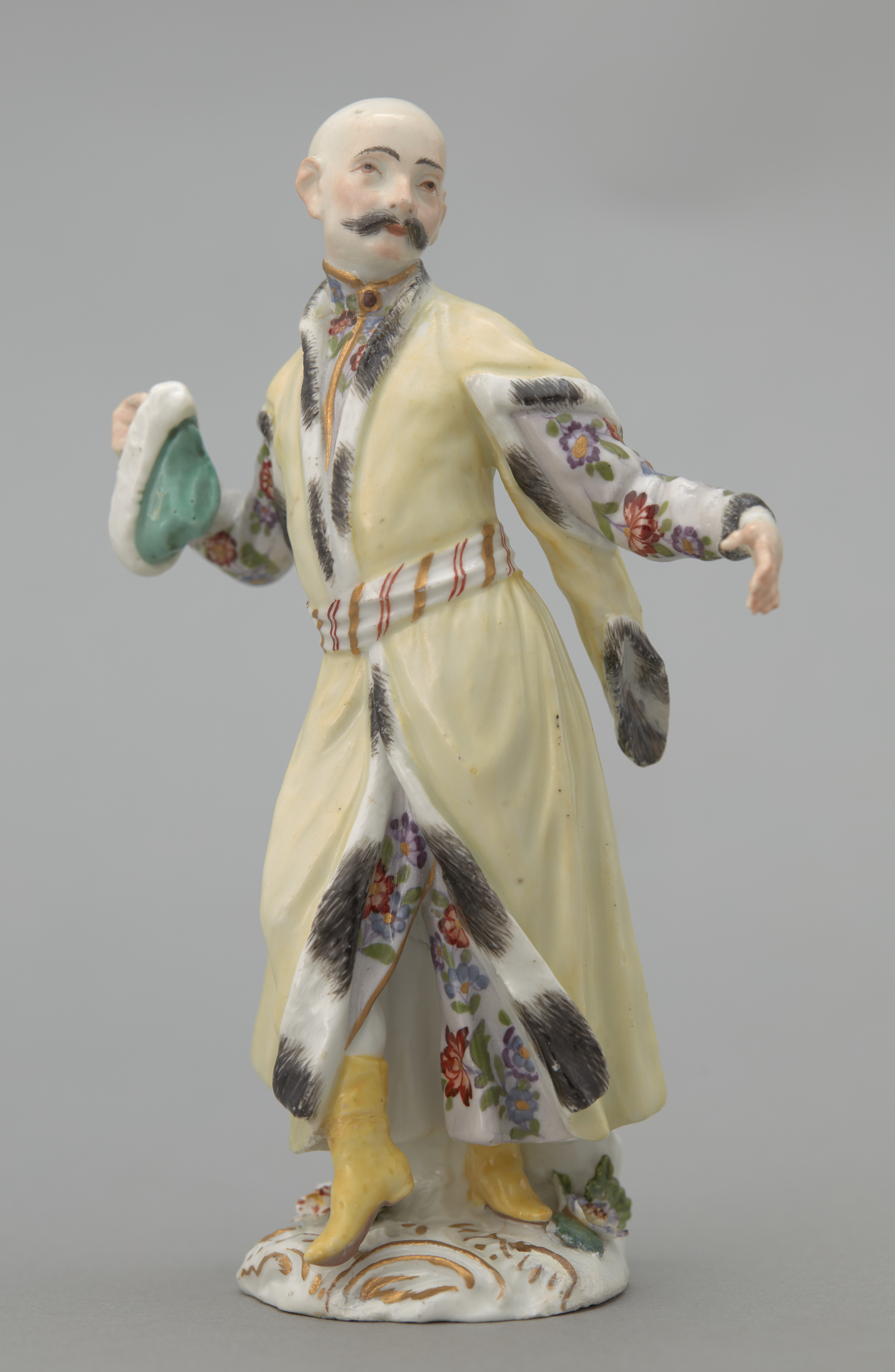
Figurka szlachcica, według modelu Friedricha Eliasa Meyera. Muzeum Książąt Czartoryskich w Krakowie

W 1709 roku pierwszą udaną masę porcelanową uzyskał w laboratorium Johann Friedrich Böttger. Był on zdolnym alchemikiem, który przybył do Drezna z Berlina i początkowo pracował nad sztuką wyrobu złota z metali nieszlachetnych. Chcąc zachować tajemnicę produkcji złota dla swego dworu, król August II kazał zatrzymać alchemika do własnej dyspozycji, osadzając go w Jungfernbastei. Böttgerowi przydzielano różnych współpracowników, w tym także fizyka Ehrenfrieda Walthera von Tschirnhausena. Ich wspólne doświadczenia (początkowo bliższe nawet alchemicznym eksperymentom) nie pozwoliły wyprodukować złota. Przyczyniły się jednak do uzyskania pierwszych próbek porcelany. Początkowym efektem tych badań i eksperymentów była tzw. porcelana jaspisowa, czyli brunatnoczerwona kamionka. Po przedstawieniu jej królowi Augustowi II, monarcha – uradowany tym odkryciem – powierzył Böttgerowi potrzebne środki do rozbudowania fabryki, którą w 1710 r. przeniósł do Miśni pod Dreznem i umieścił w zamku Albrechtsburg.
W wytwórni, której pierwszym kierownikiem do 1719 r. był sam Böttger, ciągle prowadzono prace nad modernizacją produkcji oraz ulepszania składu masy kamionkowej w celu uzyskania białej porcelany, co udało się uzyskać w 1713 r. W pierwszym okresie działalności manufaktury w Miśni, datowanym na lata 1710–1719, głównym modelarzem był Johann Jakob Irminger (pochodzący z Augsburga nadworny złotnik królewski).
Lata 1720–1733 są w historii miśnieńskiej manufaktury zwane okresem malarskim (ponieważ na wyrobach z tego okresu dominuje dekoracja malowana) lub okresem Höroldta (od nazwiska kierownika pracowni malarskiej Johanna Gregora Höroldta). Dominującymi motywami w zdobnictwie wyrobów były wówczas rozmaite chinoiserie. Dekoracja malarska, która do tej pory sprawiała pewne trudności, nie stanowiła już żadnych problemów.
W latach 1733–1756 miśnieńska manufaktura przeżywała największy rozkwit. Stało się tak za sprawą przybycia do Miśni kreatywnego i pracowitego rzeźbiarza Johanna Joachima Kändlera. Był on projektantem licznych figurek przedstawiających postaci i zwierzęta.
Wojna Siedmioletnia (1756-1763) przyniosła Miśni pierwszy kryzys. Miasto zajęły pruskie wojska. Gotowe wyroby zrabowano, urządzenia i modele częściowo zniszczono, częściowo zaś wywieziono do Berlina. Koniec wojny nie przyniósł manufakturze w Miśni stabilizacji. Po śmierci króla Augusta III kierownictwo manufakturą powierzono profesorowi Akademii Sztuk Pięknych w Dreźnie – Christianowi Wilhelmowi Dietrichowi. Okres ten, przypadający na lata 1763–1774 – z powodu podporządkowania kierunku artystycznego Akademii Drezdeńskiej nazywany jest akademickim. Po wojnie, dominujące w okresie kändlerowskim rokokowe formy, zastąpiły formy akademickie i klasycyzujące. Pod koniec lat siedemdziesiątych XVIII w. miśnieńska manufaktura utraciła swoją przodującą dotąd pozycję i nigdy jej już nie odzyskała.
W latach 1774–1814 dyrektorem wytwórni w Miśni był Camillo Marcolini, który próbował przywrócić manufakturze dawną świetność.
W XIX w., po okresie wojen napoleońskich, nastąpiła modernizacja wytwórni, polegająca między innymi na wprowadzeniu do procesu produkcji metod przemysłowych. Wytwarzano przedmioty dobrej jakości, a we wzornictwie tak jak i w innych dziedzinach sztuk zapanowały tendencje historyzujące. W 1910 r., z okazji jubileuszu dwóchsetlecia istnienia manufaktury w Miśni, wydano wspaniałą księgę pamiątkową oraz odlano wiele figurek opartych na osiemnastowiecznych modelach Kändlera.
Okres secesji wpłynął znacząco na zmianę wzornictwa, a projektowali wówczas w Miśni znani artyści, jak np. Henry van de Velde. Przez cały XX w. miśnieńskie wyroby odzwierciedlały aktualne tendencje w sztuce i wzornictwie.
Wytwórnia miśnieńska działa do dzisiaj. Jako jedna z nielicznych kontynuuje tradycję manufakturowej, rzemieślniczej produkcji luksusowych przedmiotów.

## Osoby związane z miśnieńską porcelaną w XVIII w.
- Ehrenfried Walther von Tschirnhaus, opracował technologię produkcji miśnieńskiej porcelany
- Johann Friedrich Böttger, twórca europejskiej porcelany wraz z Ehrenfriedem Waltherem von Tschirnhausem, pierwszy kierownik manufaktury w Miśni
- Johann Gregor Höroldt, malarz porcelany, kierownik pracowni malarskiej
- Johann Joachim Kändler, rzeźbiarz i dekorator porcelany, kierownik działu rzeźby w manufakturze w Miśni
- Camillo Marcolini, kierownik miśnieńskiej manufaktury